# Berthold von Pietengau
Berthold Graf von Pietengau in Sigmaringen († 1254) war von 1250 bis 1254 Fürstbischof von Passau.
Berthold war der Sohn von Graf Gottfried von Sigmaringen-Helfenstein und Adelheid von Neuffen, Tochter des Grafen Berthold I. von Weissenhorn-Neuffen-Achalm-Hettingen. Graf Gebhard von Sigmaringen-Pietengau war ein Bruder Bertholds.
Berthold schrieb sich nach Byedingowe, Bitengowe, Pietengaw, Petinkeu, Peutengau, Pietengau oder Peitingau (heute Peiting).
Berthold, der Bruder des 1246 bis 1259 im Bistum Regensburg residierenden Bischofs Graf Albert I. von Pietengau, war dort Vicedominus und wurde nach der Absetzung des Passauer Bischofs Rüdiger von Bergheim 1249 Diözesanadministrator. Da sich sein Konkurrent Konrad von Schlesien aus mangelnder Unterstützung zurückzog, wurde Berthold am 15. Juni 1250 von Papst Innozenz IV. zum Bischof von Passau erhoben.
Im Herbst 1250 zog er unter Schwierigkeiten in Passau ein, wo der abgesetzte Bischof Rüdiger sich in der Veste Oberhaus verschanzt hatte. So wurde er vom Papst ein zweites Mal als Bischof bestätigt.
Erst 1251 empfing Berthold in der Nähe von Prag durch Bischof Nikolaus von Újezd die Weihe zum Priester und Bischof. Das Verhältnis zur Passauer Bürgerschaft blieb gespannt. Hilfreich waren für Berthold seine guten Beziehungen zu König Ottokar II., wodurch der böhmisch-österreichische Einfluss im Bistum verstärkt wurde.
| Personendaten    | Personendaten                        |
| ---------------- | ------------------------------------ |
| NAME             | Berthold von Pietengau               |
| ALTERNATIVNAMEN  | Berthold von Pietengau-Sigmaringen   |
| KURZBESCHREIBUNG | Bischof von Passau                   |
| GEBURTSDATUM     | 12. Jahrhundert oder 13. Jahrhundert |
| STERBEDATUM      | 1254                                 |